# Amy O’Neill

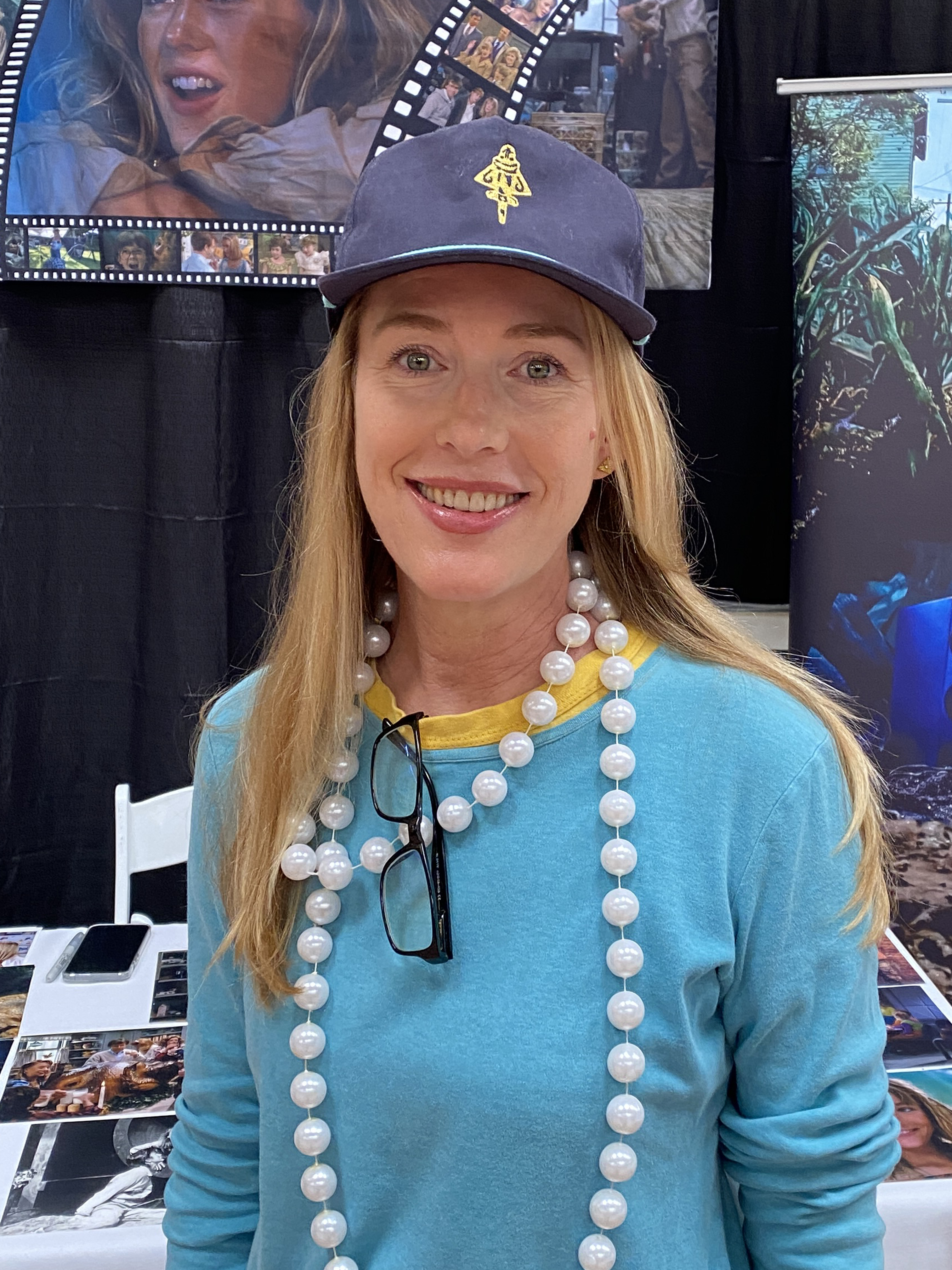
Amy O’Neill im November 2023 (Mouse-Con, Concord, Kalifornien)

Amy E. O’Neill (* 8. Juli 1971 in Pacific Palisades, Kalifornien) ist eine US-amerikanische Schauspielerin, die als Kinderdarstellerin bekannt wurde.
Aufgrund ähnlicher biografischer Daten wird sie selten mit der gleichnamigen, aus Beaver in Utah stammenden zeitgenössischen Installations- und Multimedia-Künstlerin Amy O’Neill verwechselt, deren Werke unter anderem im Museum of Modern Art ausgestellt und in den Künstlerbüchern Redheaded Stranger und Suburban Imagination behandelt wurden. 

## Leben
O’Neill wurde als Tochter von Virginia und Thomas O’Neill geboren, einer Kunstschulleiterin und einem Bauunternehmer aus Los Angeles. Sie ist neben Barry, Casey, Hugh und Katie das dritte von fünf Geschwistern.

## Karriere
O’Neill begann sich im Alter von zehn Jahren, gemeinsam mit ihren älteren Geschwistern, für Rollen zu bewerben. Nach der Schule wurden die Kinder von ihren Eltern nach Hollywood gefahren, wo sich zu Beginn in Werbespots mitwirkten.
Ihren ersten Fernsehauftritt hatte O’Neill im Alter von dreizehn Jahren in einer Folge der Fernsehserie Mama’s Family als jüngere Version von Betty Whites Figur Ellen Harper. Es folgten weitere Auftritte in Fernsehserien wie Matt Houston, Harrys wundersames Strafgericht, Ein Engel auf Erden und Twilight Zone auf. Außerdem war sie im Sommer 1985 in der US-amerikanischen Spielshow Body Language zu sehen.
Nach einem Auftritt in Familienbande erhielt O’Neill die Rolle der schwangeren Jugendlichen Molly Stark in der Seifenoper Schatten der Leidenschaft, in der sie 1986 in insgesamt dreißig Folgen mitwirkte. 1989 spielte sie in den Fernsehfilmen Desperate for Love die beste Freundin von Tammy Lauren, neben Christian Slater, sowie die Rolle der Jodie in I Know My First Name is Steven.
Danach übernahm sie ihre bekannteste Rolle, Amy Szalinski, im Spielfilm Liebling, ich habe die Kinder geschrumpft an der Seite von Rick Moranis. Für ihre Darstellung wurde sie 1990 für den Young Artist Award in der Kategorie „Beste junge Nebendarstellerin in einem Spielfilm“ (englisch Best Young Actress Supporting Role in a Motion Picture) nominiert.
O’Neill war auch in einer Folge von Raumschiff Enterprise – Das nächste Jahrhundert als Annette zu sehen: ihre Szenen in der Folge Die Macht der Naniten wurden großteils aus der endgültigen Schnittfassung entfernt und sie ist lediglich als Statistin in einer Massenszene zu sehen. Sie spielte Lisa Barnes im unveröffentlichten Pilotfilm zur geplanten Fernsehserie Where’s Rodney? an der Seite von Rodney Dangerfield, in der auch ihr Co-Star aus Liebling, ich habe die Kinder geschrumpft, Jared Rushton, eine Rolle übernahm. Zu weiteren Auftritten gehören Gast- und Nebenrollen in Fernsehserien wie Room for Romance, The Young Riders, Gabriel’s Fire und Mord ist ihr Hobby – als Susan Hartley.
1992 übernahm sie erneut die Rolle der Amy Szalinski im Film Liebling, jetzt haben wir ein Riesenbaby. Allerdings war sie nur in einer Gastrolle in der Eröffnungsszene zu sehen, in der ihre Figur die Familie verlässt, um auf das College zu wechseln und im weiteren Verlauf des Films nicht mehr vorkommt. Der Film war ursprünglich als eine eigenständige Geschichte ohne Bezug zu Liebling, ich habe die Kinder geschrumpft geplant, aber das Drehbuch wurde angepasst, um einen Bezug zur Familie Szalinski herzustellen – allerdings ohne O’Neill.
Später spielte O’Neill im Fernsehfilm White Wolves: A Cry in the Wild II die Rolle der Pandra, einer jungen Erwachsenen, die gemeinsam mit anderen in den Cascade Mountains um das Überleben kämpft. 1994 trat sie in dem Film Attack of the 5 Ft. 2 In. Women des Satiremagazins National Lampoon als deutsche Eiskunstläuferin auf.
Mitte der 1990er-Jahre zog sie sich zunächst aus der Schauspielerei zurück. Ab 2002 war O’Neill in der Performancekunst-Szene von Los Angeles als Mitglied des Trios Girls on Stilts aktiv, einer Variete- und Straßenkunstgruppe, die auch im Ausland Auftritte hatte.
Im Jahr 2005 war sie zusammen mit Thomas Wilson Brown, ihrem Co-Star aus Liebling, ich habe die Kinder geschrumpft, in der MTV-Fernsehdokumentation The 100 Greatest Family Films zu sehen. 2008 wirkte sie wieder vor der Kamera und spielte die Ehefrau eines Offiziers im Independent-Film The Japanese Sandman. Ende der 2010er-Jahre war sie zudem in zwei Kurzfilmen zu sehen und in einer Gastrolle im Fernsehen.
2023 arbeitete O’Neill an der Produktion eines Films mit dem Arbeitstitel Burn Down the Night. Er basiert auf dem gleichnamigen Buch von Craig Strete aus dem Jahr 1982 über das Leben von Jim Morrison vor seiner Zeit bei den Doors.
Im deutschen Sprachraum wurde O’Neill unter anderem von Sabine Bohlmann, Nadja Reichardt, Natascha Rybakowski und Bettina Spier synchronisiert.

## Filmografie (Auswahl)
- 1984: Mama’s Family (Fernsehserie)
- 1984: Matt Houston (Fernsehserie)
- 1985: Harrys wundersames Strafgericht (Fernsehserie)
- 1985: Ein Engel auf Erden (Fernsehserie)
- 1985: Unbekannte Dimensionen (Fernsehserie)
- 1986: Familienbande (Fernsehserie)
- 1986: Schatten der Leidenschaft (Fernsehserie)
- 1987: Second Chanc (Fernsehserie)
- 1989: Aus Liebe und Verzweiflung (Fernsehfilm)
- 1989: Steven – Die Entführung (Miniserie)
- 1989: Liebling, ich habe die Kinder geschrumpft
- 1989: Raumschiff Enterprise – Das nächste Jahrhundert (Fernsehserie)
- 1990: Where’s Rodney? (Fernsehfilm)
- 1990: Room for Romance (Fernsehserie)
- 1990: Die jungen Reiter (Fernsehserie)
- 1991: Chicago Soul (Fernsehserie)
- 1991: Mord ist ihr Hobby (Fernsehserie)
- 1992: Liebling, jetzt haben wir ein Riesenbaby
- 1993: White Wolves – Verloren in der Wildnis
- 1994: Attack of the 5 Ft. 2 Women (Fernsehfilm)
- 2008: The Japanese Sandman (Kurzfilm)
- 2016: Baskets (Fernsehserie)
- 2019: The Follower (Kurzfilm)